# Popowice (Łódź)
Pour les articles homonymes, voir Popowice.
Popowice est une localité polonaise de la gmina de Pątnów, située dans le powiat de Wieluń en voïvodie de Łódź.